# L5 Society
La L5 Society va ser una societat fundada el 1975 per Carolyn Meinel i Keith Henson per promoure les idees de colònies espacials de Gerard K. O'Neill. El 1987 l'L5 Society es va fusionar amb el National Space Institute per formar la National Space Society.

## Nom
El nom prové dels punts de Lagrange L₄ i L₅ en el sistema Terra-Lluna proposats com a llocs per als grans hàbitats espacials rotacionals previst per O'Neill. L₄ i L₅ són punts d'equilibri gravitacional estables localitzats al llarg de la trajectòria de l'òrbita de la Lluna, 60 graus endavant o darrere d'ella.
Un objecte col·locat en òrbita al voltant de l'L₅ (o L₄) romandrà allà indefinidament sense haver de gastar combustible per mantenir la seva posició, mentre que un objecte col·locat a l'L1, L₂ o L₃ (tots aquests punts d'equilibri són inestables) pot haver de gastar combustible si es desplaça fora del punt.

## Història

### Fundació de la L5 Society

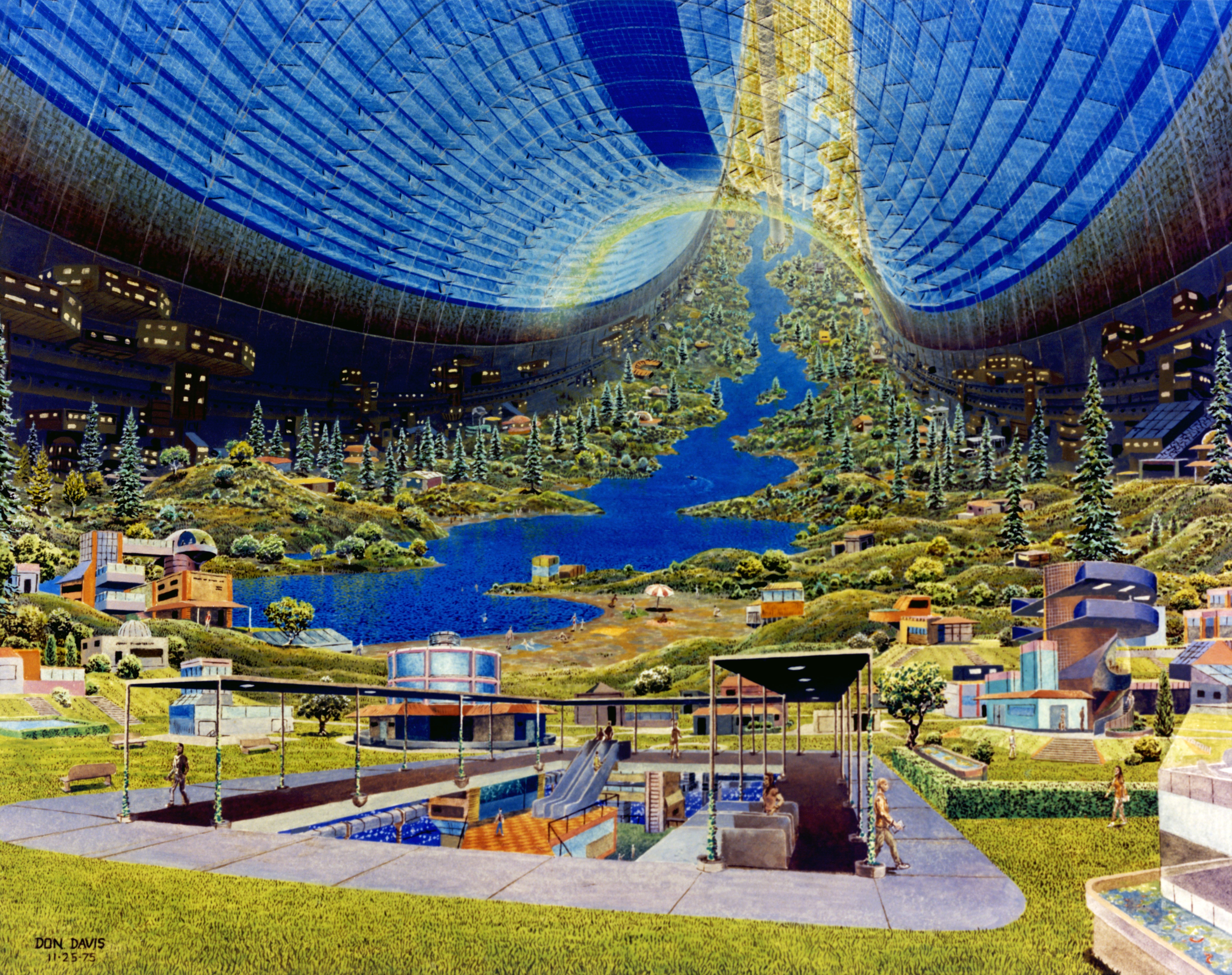
Concepció artística d'un hàbitat espacial anomenat Stanford Torus, per Don Davis.

El primer article publicat per O'Neill sobre el tema, "The Colonization of Space", va aparèixer a la revista Physics Today al setembre de 1974. Un nombre de persones que més tard esdevenien en dirigents de l'L₅ Society, van aconseguir la seva primera exposició a la idea d'aquest article. Entre aquests es trobaven una parella de Tucson, Arizona, Carolyn Meinel i Keith Henson. Els Henson van correspondre amb O'Neill i van ser convidats a presentar una ponència sobre "Els ecosistemes tancats d'alt rendiment agrícola" a la Conferència de 1975 sobre l'Espai Princeton en instal·lacions de fabricació, que va ser organitzat per O'Neill.
En aquesta conferència, O'Neill es van fusionar les idees d'Energia solar espacial de Peter Glaser amb els seus conceptes d'hàbitat espacials.
Els Hensons van incorporar a l'L₅ a l'agost de 1975 i van enviar el seu primer butlletí de 4 pàgines al setembre a una llista d'inscripció de la conferència i la llista de correu de l'O'Neill. El primer butlletí incloïa una carta de suport de Morris Udall (llavors un aspirant a la presidència dels Estats Units) i va dir "el nostre objectiu a llarg termini clarament establert serà de dissoldre la Societat en una reunió massiva a l'L₅."

### Tractat de la Lluna
El pic de la influència de l'L₅ va ser la derrota del Tractat de la Lluna al Senat dels EUA el 1980 ("... L-5 va agafar en la lluita política més gran de la seva curta vida, i guanyat"). Encara que l'anàlisi econòmica va indicar que el concepte de energia solar espacial/colònies espacials tenia mèrit, es va enfonsar en l'horitzó polític i econòmic i el fet que el cost per finançar el transport a l'espai va ser unes 300 vegades massa alt per als individus, en comparació amb les colònies de Plymouth Rock i el mormona.

### Fusió amb el National Space Institute
El 1986, l'L₅ Society, la qual hi havia crescut a uns 10.000 membres, es va fusionar amb el National Space Institute amb 25.000 membres, per formar l'actual National Space Society. El National Space Institute havia estat fundada el 1972 per Wernher von Braun, exenginyer de coets alemany del programa de míssils de la Segona Guerra Mundial nazi V-2, i del director del programa del Centre de Vol Espacial Marshall i del programa Apollo de la NASA.
Si bé l'L₅ no va aconseguir l'objectiu dels assentaments humans en l'espai, va servir com a punt focal per a moltes de les persones que més tard es va conèixer en camps com la nanotecnologia, memètica, extropia, criònica, transhumanisme, intel·ligència artificial, i la propulsió tether, com K. Eric Drexler, Robert Forward, i Hans Moravec.

### L5 News

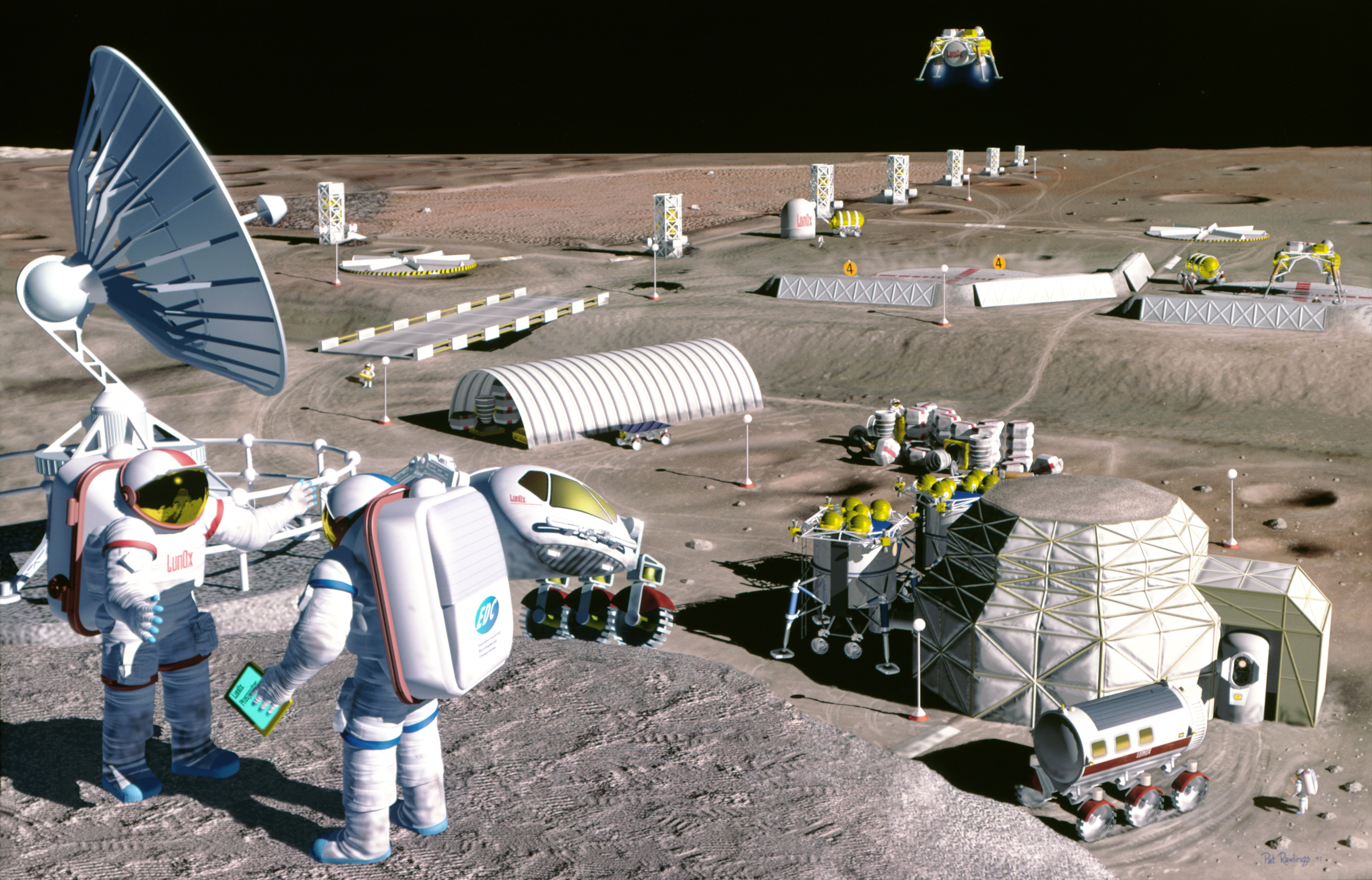
Colònia lunar proposada per la NASA, concepte de 2001 (imatge: NASA).

L5 News Arxivat 2016-12-10 a Wayback Machine. va ser un butlletí de l'L5 Society per informar sobre el desenvolupament de l'hàbitat espacial i els problemes espacials relacionats. L5 News es va publicar a partir de setembre de 1975 fins a l'abril de 1987, quan es va completar la fusió amb el National Space Institute i la recent formada National Space Society va començar la publicació de la seva pròpia revista, Ad Astra.